# Choi Suk-jae
Choi Suk-Jae (7 de novembro de 1966), é um ex-handebolista sul-coreano, medalhista de prata nas Olimpíadas de 1988.
Choi Suk-Jae jogou doze partidas em duas Olimpíadas.